# Natalie Hurst
Natalie Hurst, née le 8 avril 1983, est une joueuse australienne de basket-ball, évoluant au poste de meneuse.

## Biographie
Natalie Hurst effectue sa carrière avec le club des Canberra Capitals avec lequel elle remporte sept titre de championne de Women's National Basketball League. Elle est la seule joueuse du club à avoir participé à ses sept titres. En 2009, elle est nommée meilleure joueuse du Grand Final, finale du championnat. Lors de l'année 2010, avec 21 points, elle est encore proche de ce titre mais c'est sa coéquipière Lauren Jackson qui, avec 18 points et 13 rebonds, remporte le trophée.
Elle rejoint, pour la saison 2010-2011 le club de Aix en Provence. Son objectif en jouant dans une ligue étrangère, est de pouvoir postuler à une place dans l'équipe des Opals, surnom donné aux joueuses de l'équipe d'Australie. Après une médaille d'or lors des jeux universitaires en 2007, elle débute avec les Opals lors d'une tournée en Europe lors de l'année 2009. Elle fait partie de l'équipe qui remporte le Championnat d'Océanie 2009. Elle fait partie des 24 joueuses sélectionnées pour la préparation au championnat du monde 2010.
Après une année en Hongrie à Györ, elle retourne à Canberra pour la saison 2013-2014 (13,9 points, 4,0 rebonds et 5,6 passes décisives) puis finit la saison à Canik Belediye en Turquie (11,1 points, 3,0 rebonds et 1,2 passe décisive).

## club
- 1999-2010 :  Canberra Capitals
- 2010-2012 :  Aix-en-Provence
- 2012-2013 :  Seat-Szese Győr
- 2013-2014 :  Canberra Capitals
- 2013-2014 :  Canik Belediye
- 2014- :  PEAC Pecs

## Palmarès

### Club
- Championne de Women's National Basketball League (WNBL) 2000, 2002, 2003, 2006, 2007, 2010

### Sélection nationale
- au Championnat d'Océanie 2009
- Championnat d'Océanie de basket-ball féminin 2013[7]